# Illes Petites de la Sonda Occidentals
Illes Petites de la Sonda Occidentals (en indonesi: Nusa Tenggara Barat) és una província d'Indonèsia al centre del sud de les illes. Cobreix la part occidental de les illes Petites de la Sonda, amb l'excepció de Bali.
Les dues illes més grans de la província són Lombok a l'oest i Sumbawa, més gran, a l'est. Mataram, a Lombok, és la capital i la ciutat més gran de la província. La província es divideix administrativament en sis regències (kabupaten) i un municipi (kotamadya):
- Bima
- Dompu
- Lombok Occidental
- Lombok Central
- Lombok Oriental
- Sumbawa
- Sumbawa Occidental
- Bima (municipi)

## Geografia
Les illes Petites de Sonda té dos tipus de paisatge. La primera és l'illa de Lombok amb la línia de costa força recta, amb la part central a l'est en forma de muntanyes, i les terres baixes costaneres a l'est. La segona és l'illa de Sumbawa amb una costa irregular a causa dels nombrosos caps i badies, i la part central està coberta de turons i muntanyes de pedra calcària.
Selong (capital de la regència de Lombok oriental) és una ciutat que té l'altitud més alta, que es troba a 148 m sobre el nivell del mar, mentre que la més baixa Raba a 13 m sobre el nivell del mar. De les set muntanyes de l'illa de Lombok, la muntanya Rinjani és la muntanya més alta amb una altitud de 3.775 m, mentre que la muntanya Tambora a Sumbawa és la muntanya més alta amb una altitud de 2.851 m.

## Població
Lombok està habitat principalment pel grup ètnic Sasak, amb una població de balinesa minoritària, i Sumbawa està habitat per Sumbawa i grups ètnics Bima. Cada un d'aquests grups té una llengua local associada. La població de la província és de 3.821.134 habitants, el 71% de la qual viu a Lombok (2000).
Un informe del Programa de Desenvolupament de les Nacions Unides de 2002 classificava a la província com la menys desenvolupada d'Indonèsia.